# Hôpital de Rouïba
L'hôpital de Rouïba ou établissement public hospitalier de Rouïba fut fondé en 1962 dans la commune de Rouïba.
Cet hôpital est l'un des hôpitaux en Algérie qui relèvent du ministère de la Santé et de la Réforme hospitalière.

## Historique
Dès la Deuxième Guerre mondiale, le conseil municipal de Rouïba proposa l'édification d'un hôpital civil sur la commune mais les autorités ont refusé en justifiant que la commune est à une vingtaine de kilomètres du centre d’Alger où les malades de la région sont pris en charge. Ce n'est qu'en 1957 que l'autorisation fut accordée.
La première pierre fut posée le 17 mars 1958 et les travaux furent achevés début 1962 mais l’hôpital ne fut jamais ouvert au public. Au printemps 1962, il fut réquisitionné et servit de centre de détention pour les blessés et malades de l'OAS.

## Principales activités
- Service des urgences
- Service de chirurgie
- Service de radiologie
- Service de pneumophtisiologie
- Service d'oncologie
- Service de médecine interne
- Service de pédiatrie
- Service universitaire de médecine du travail (SUMT): créé en 1978. Il assure les fonctions de coordination et d’évaluation des activités de médecine du travail dans le cadre de sa compétence géographique.
- Service de médecine légale